# Dronningen
Pour plus de détails, voir Fiche technique et Distribution.
Dronningen (danois pour "la reine"), aussi nommé Queen of Hearts est un film dramatique danois écrit et réalisé par May el-Toukhy et sorti en 2019. 
Le film a été sélectionné comme entrée danoise pour le meilleur long métrage international aux 92e cérémonie des Oscars, mais n'a pas été nommé.   

## Synopsis
Une brillante avocate met sa carrière en péril et menace de détruire sa famille après avoir eu une liaison avec son beau-fils adolescent.

## Fiche technique
- Titre original : Dronningen
- Réalisation : May el-Toukhy
- Scénario : Maren Louise Käehne, May el-Toukhy
- Photographie : Jasper Spanning
- Montage : Rasmus Stensgaard Madsen
- Musique : Jon Ekstrand
- Pays d'origine : Danemark
- Langue originale : danois
- Format : couleur
- Genre : dramatique
- Durée : 127 minutes
- Dates de sortie :
  - États-Unis : 26 janvier 2019 (Festival du film de Sundance)
  - Danemark : 28 mars 2019
  - Belgique : 19 juin 2019

## Distribution
- Trine Dyrholm : Anne
- Gustav Lindh : Gustav
- Magnus Krepper : Peter
- Liv Esmår Dannemann : Frida
- Silja Esmår Dannemann : Fanny
- Stine Gyldenkerne : Lina
- Preben Kristensen : Erik
- Frederikke Dahl Hansen : Ung kvinde
- Ella Solgaard : Sara
- Carla Philip Røder : Amanda (comme Carla Valentina Philip Røder)

## Remake
Un remake du film est réalisé par Catherine Breillat en 2023 avec le film L'Été dernier, présenté en compétition au Festival de Cannes 2023.